# Stemonoporus affinis
Stemonoporus affinis är en tvåhjärtbladig växtart som beskrevs av Thw.. Stemonoporus affinis ingår i släktet Stemonoporus och familjen Dipterocarpaceae. Inga underarter finns listade i Catalogue of Life.